# Oxyporus fragilis
Oxyporus fragilis är en svampart som beskrevs av Læssøe & Ryvarden 2010. Oxyporus fragilis ingår i släktet Oxyporus, klassen Agaricomycetes, divisionen basidiesvampar och riket svampar.   Inga underarter finns listade i Catalogue of Life.